# سلاح فرط صوتي
سلاح فرط الصوتي هو سلاح قادر على الانطلاق بسرعة تفوق سرعة الصوت بمقدار يتراوح بين 5 و 25 ضعفاً أو حوالي 1 إلى 5 ميل في الثانية (1.6 إلى 8.0 كم/ث). بينما فوق هذه السرعات، تنفصل جزيئات الغلاف الجوي إلى بلازما مما يجعل التحكم والاتصال صعبًا.

## الأنواع
هناك عدة أنواع من الأسلحة التي تفوق سرعتها سرعة الصوت:
- مركبة انزلاقية فوق سرعة الصوت  [الإنجليزية] : رؤوس حربية صاروخية تناور وتنزلق عبر الغلاف الجوي بسرعات عالية بعد مرحلة إطلاق باليستية أولية.[2][1]
- صواريخ كروز التي تستخدم محركات مثل محرك نفاث فرطي(سكرامجت) للوصول إلى سرعات عالية.[2][1]
- طائرات تفوق سرعتها سرعة الصوت تستخدم محركات مثل محرك نفاث فرطي للوصول إلى سرعات عالية.
- البنادق التي تطلق مقذوفات موجهة مطلقة من مدفع، قد تكون هذه التقنيات الجديدة مثل المدافع الكهرومغناطيسية.[1]
- الصواريخ الباليستية التي تسافر بسرعات عالية أثناء عودتها إلى الغلاف الجوي.

## تاريخ
كان مشروع "سيلبرفوغل" (الطائر الفضي) أول تصور لسلاح فائق السرعة، وابتكره علماء ألمان في ثلاثينيات القرن العشرين، لكنه لم يُبنَ قطّ ولم يتجاوز مرحلة التصميم النظري.
أما برنامج الصاروخ الاستراتيجي المحمول جوًا المتقدم (ASALM)، فقد أُطلق في أواخر السبعينيات من قبل القوات الجوية الأمريكية، وكان يهدف إلى تطوير صاروخ متوسط المدى عالي السرعة. بلغ البرنامج مرحلة متقدمة شملت اختبارات على نظام الدفع، ووصل أحد نماذج الاختبار إلى سرعة بلغت ماخ 5.5، إلا أن المشروع أُلغي عام 1980 قبل دخوله الخدمة.
وفي سياق الغزو الروسي لأوكرانيا عام 2022، استخدمت روسيا لأول مرة أسلحة فرط صوتية في عمليات قتالية فعلية. وتروّج موسكو لهذه الأسلحة على أنها قادرة على تجاوز جميع أنظمة الدفاع الصاروخي الغربية، وفقًا لمفهوم "الردع ما قبل النووي" الذي ورد في نسخة عام 2014 من العقيدة العسكرية الروسية. وقد شهدت العاصمة الأوكرانية كييف في يناير 2023 هجومًا تضمن إطلاق عدد من هذه الصواريخ الفائقة السرعة.

## اقرأ أيضا
- مركبة استعراض تقنية فرط صوتية